# Occupation américaine de Cuba
 (juillet 2022).
Le gouvernement militaire des États-Unis à Cuba (espagnol : Gobierno militar estadounidense en Cuba ou Gobierno militar americano en Cuba), était un gouvernement militaire provisoire à Cuba qui a été établi au lendemain de la guerre hispano-américaine en 1898 lorsque l'Espagne a cédé Cuba aux États-Unis,.
1898–1902
1906–1909
Entités précédentes :
- Capitainerie générale de Cuba

Entités suivantes :
- République de Cuba

Cette période a également été appelée la première occupation de Cuba, pour la distinguer d'une deuxième occupation de 1906 à 1909. Les forces de l'armée américaine impliquées dans la garnison de l'île pendant cette période ont été honorées de la médaille de l'armée de l'occupation cubaine après sa création en 1915.

## Chronologie
- 1898 :
  - 15 février : l'USS Maine explose dans le port de La Havane.
  - 20 avril : le président McKinley signe une résolution conjointe du Congrès déclarant la guerre à l'Espagne. Il comprend l'amendement Teller affirmant que les intentions des États-Unis en déclarant la guerre à l'Espagne excluent l'exercice de « souveraineté, juridiction ou contrôle » sur Cuba, « sauf pour la pacification de celui-ci ».
  - 10 décembre : l'Espagne et les États-Unis signent le traité de Paris.

- 1899 :
  - 1er janvier : gouvernement militaire installé par les États-Unis.
  - 11 avril : fin officielle de la guerre hispano-américaine.

- 1901 :
  - 21 février : adoption de la Constitution de la république de Cuba.
  - 31 décembre : Estrada Palma est élu premier président de la république de Cuba.

- 1902 :
  - 20 mai : la constitution de 1901 entre en vigueur. Naissance de la république de Cuba.

## Amendement Platt
L'amendement Platt définissait les conditions dans lesquelles les États-Unis cesseraient d'occuper Cuba. L'amendement, inséré dans un projet de loi sur les crédits de l'armée, visait à redonner le contrôle de Cuba au peuple cubain. Il comportait huit conditions auxquelles le Gouvernement cubain devait adhérer avant que la pleine souveraineté ne soit transférée. Les principales conditions de l'amendement interdisaient à Cuba de signer tout traité permettant à des puissances étrangères d'utiliser l'île à des fins militaires. Les États-Unis ont également maintenu le droit d'interférer avec l'indépendance cubaine afin de maintenir un certain niveau de protection de la vie, bien que l'étendue de cette intrusion n'ait pas été définie. Plus important encore, l'amendement a forcé le gouvernement cubain à signer un traité liant officiellement l'amendement à la loi.
Le raisonnement des États-Unis derrière l'amendement était fondé sur les intérêts commerciaux importants détenus sur l'île. L'Espagne avait auparavant été incapable de préserver les intérêts américains et de maintenir l'ordre public. À la fin de l'occupation militaire, l'amendement a servi de principal moyen d'assurer une présence permanente. En raison de l'amendement Teller précédemment adopté, les États-Unis ont été contraints d'accorder à Cuba son indépendance après la fin de la domination espagnole. Depuis que l'amendement Platt a été incorporé avec succès dans la constitution de Cuba, l'influence a été maintenue sans implication directe des États-Unis dans le pays.